# Schäffern
Schäffern è un comune austriaco 1 437 abitanti nel distretto di Hartberg-Fürstenfeld, in Stiria.